# Медельбі
Медельбі (нім. Medelby), а також Медельбю (дан. Medelby) — громада в Німеччині, розташована в землі Шлезвіг-Гольштейн. Входить до складу району Шлезвіг-Фленсбург. Складова частина об'єднання громад Шаффлунд.
Площа — 9,75 км2. Населення становить 975 ос. (станом на 31 грудня 2020).